# Вівсянки (фільм)
«Вівсянки» (рос. Овсянки) — російський драматичний фільм 2010 року режисера Олексія Федорченка за однойменною повістю Дениса Осокіна. Фільм представляв Росію в конкурсній програмі 67-го Венеціанського кінофестивалю, де удостоївся кількох призів.

## Сюжет
Директор целюлозно-паперового комбінату Мирон Олексійович їде здійснювати мерянський традиційний обряд поховання (кремації) своєї дружини Тетяни на те місце, де вони колись проводили медовий місяць, з Неї в Мещерську поросль (Горбатів). У попутниках у нього фотограф – Лелека Всеволодович, якому він дорогою розповідає інтимні подробиці свого життя – що є частиною відомого їм обом архаїчного похоронного ритуалу. Разом із тілом жінки також вони везуть двох маленьких птахів, вівсянок. Розповідь часто переривається спогадами героїв.
Червоною ниткою через весь фільм йде оповідь про звичаї давнього народу мері, що загубився в костромській глушині, який наука вважає зниклим, але до якого зараховують себе головні герої картини. Мерянське весілля, мерянський похорон, ставлення до життя і смерті — значна частина сюжету.
Кульмінація картини – похоронне багаття на березі Оки. Потім порох Тетяни надають воді. Лелека згадує, як багато років тому вони з батьком так само проводили в останню путь матір і сестру, і шкодує, що батька поховали за православним обрядом.
На зворотному шляху герої заїжджають до повій. На під'їзді до Костромської області, на Кінешемському мосту, вівсянки, вирвавшись із клітки, злітають перед Мирона, що веде автомобіль і машина злітає з мосту у «велику мерянську річку» Волгу. Головні герої потопають. Але прийняття смерті від води, за мірянською вірою, — значить знайти безсмертя.

## В головних ролях
- Юрій Цурило — Мирон Олексійович Козлов, директор целюлозно-паперового комбінату
- Юлія Ауг — Таня, дружина Мирона Олексійовича (до шлюбу — Овсянкина)
- Ігор Сергєєв — Аіст Всеволодович Сергєєв, фотограф
- Віктор Сухоруков —  Всеволод Сергєєв, батько Аіста, мерянський поет-самоук

## Нагороди та номінації
- 67-й Венеціанський кінофестиваль (2010)[3]:
  - Приз Золота Озелла за найкраще образотворче рішення (оператор-постановник Михайло Кричман)
  - Приз FIPRESCI (Міжнародна федерація кінопреси)
  - Приз екуменічного журі (журі, що складається з представників різних конфесій)
  - Почесна премія Назарено Таддеї (заснована у 2007 році з нагоди річниці смерті італійського режисера, вченого та проповідника Назарено Таддеї)
  - Приз "Золота мишка" (Міжнародна асоціація online кінокритиків)
- Міжнародний кінофестиваль країн АТР у Владивостоці «Меридіани Тихого» (2010):
  - Приз за найкращу режисерську роботу
- Відкритий фестиваль кіно країн СНД, Латвії, Литви та Естонії «Кіношок» (2010):
  - Приз за найкращу режисуру
- Кінопремія «Ніка» (2011)
  - Найкраща музика до фільму — Андрій Карасьов
  - Найкраща сценарна робота — Денис Осокін.
- Премія кіноакадемії країн Азійсько-Тихоокеанського регіону
  - Премія за найкращий сценарій — Денис Осокін[4].